# Naš Hajduk
Naš Hajduk je udruga građana/navijača koju je osnovao Klub navijača Torcida s ciljem provedbe demokratskih izbora za Nadzorni odbor HNK Hajduk, stjecanja dionica Hajduka te okupljanja članova Hajduka. 
Na skupštini Našeg Hajduka članovi na mandat od četiri godine biraju Upravni odbor. To je kolektivno izvršno tijelo Našeg Hajduka koje broji pet članova među kojima su i predsjednik i tajnik te nitko od njih za tu dužnost ne prima nikakvu novčanu naknadu.
Od 2011. godine četiri su puta organizirani demokratski izbori za članove Nadzornog odbora HNK Hajduk Split.
Naš Hajduk je do sada stekao 30,12 % dionica Hajduka i to kroz projekt otkupa dionica  “Za sva vrimena” u sklopu kojega je do 2022. godine prikupljeno više od 19 milijuna kuna kroz donacije navijača. Taj novac nije vezan za članarine koje navijači uplaćuju izravno na račun kluba, nego se prikuplja odvojeno u vidu donacija. Naš Hajduk prava iz svojih dionica koristi na skupštinama dioničara HNK Hajduk Split š.d.d.
U srpnju 2022. godine Hajduk broji više od 90 tisuća aktivnih članova s plaćenom članarinom za tekuću godinu.

## Osnivanje Našeg Hajduka
Naš Hajduk je osnovan 2011. godine, a njegovom osnivanju prethodili su važni događaji u Torcidi koja je osnivač Našeg Hajduka. 

Dva dana nakon Hajdukovog 93. rođendana, 15. veljače 2004., održana je Skupština Kluba navijača Torcida Split. Taj događaj umnogome je promijenio Torcidu kao navijačku grupu, ali i utjecao na stvaranje navijačkog pokreta koji će u 2011. za Hajduk značiti opstanak na životu. U narednim godinama navijači počinju aktivnosti kojima traže od kluba odgovornost, poštenje i rezultate.
Dana 25. rujna 2007. Torcida pokreće peticiju „Mi bi tili velikoga Ajduka“ kojom se traži odlazak ostatka Uprave Kluba te usvajanje Kodeksa upravljanja kojega bi trebali potpisati i pridržavati se svi zaposlenici Hajduka. Peticiju potpisuje više od 30 tisuća navijača. Potpisi su predani predsjedniku Skupštine Hajduka, gradonačelniku i županu, ali ne dolazi ni do kakvih promjena. Torcida nastavlja inzistiranje na usvajanju Kodeksa i promjenama u načinu upravljanju klubom.
Točke Kodeksa upravljanja Hajdukom: 
1. Stručnost u obavljanju poslova Društva
2. Vizija i strategija razvoja Društva
3. Profesionalizam u obavljanju poslova Društva
4. Zakonitost i transparentnost u poslovanju Društva
5. Odgovornost u ostvarivanju športskih i poslovnih ciljeva Društva
6. Moralnost i nekažnjavanje
7. Neovisnost u upravljanju Društvom
8. Sprječavanje sukoba interesa u Društvu
9. Očuvanje ugleda i tradicije Društva

Sljedeći korak bio je projekt “Dite puka” koji je prezentiran 15. travnja 2008. godine u Klubu navijača Torcida. Kroz njega se po prvi put javno ističe želja navijača da postanu dioničari HNK Hajduk Split. Prilika za to ukazala se tijekom procesa preoblikavanja koji je pokrenula država.
Do preoblikovanja 2008. godine, Uprave Hajduka imenovale su se na skupštinama na kojima su pravo glasa imali politički predstavnici Grada Splita i Splitsko-dalmatinske županije. Hajduk je 2008. godine preoblikovanjem iz udruge u športsko dioničko društvo (š.d.d.) sanirao veliki dio dugova koje su lošim upravljanjem uzrokovale dotadašnje Uprave i dovele klub na rub stečaja te tako dobio novu priliku za stabilno i racionalno poslovanje. Međutim, dugovi nisu sanirani u potpunosti, posebno oni koji su se odnosili na sudske procese, a koji će tek narednih godina dolaziti na naplatu. Najpoznatiji su slučajevi bivših igrača i trenera te njihova potraživanja od kluba za neisplaćene obveze. I nakon preoblikovanja Grad Split nastavlja postavljati političke predstavnike u Nadzorni odbor i Upravu kluba. 
“Navijači kao strateški partner Kluba jamstvo su da Hajduk više nikada neće biti poligon privatnih interesa pojedinaca i raznih interesnih grupa postavljenih ispred interesa Hajduka.” (Ulomak iz Torcidinog proglasa svim navijačima Hajduka 2008. godine.)
Kroz projekt “Dite puka” navijači kao pojedinačni dioničari prikupljaju 2,86 % dionica, ali sam projekt nije zaživio. Kodeks je i dalje glavna tema i u središte pozornosti dolazi 2009. godine kada Hajduk ispada od Žiline u Europi. Nakon tog poraza Uprava podnosi ostavke, a novi predsjednik Hajduka postaje prijatelj tadašnjeg gradonačelnika Splita. 
Nezadovoljstvo navijača raste svakim novim danom, a kulminira prosvjedom i korteom preko 10 tisuća navijača splitskim ulicama te “najtežom odlukom koju je Torcida morala donijeti u 59 godina postojanja”. Riječ je o neodlasku na derbi s Dinamom na Poljudu 31. listopada 2009. te gledanju utakmice na Starom Placu.
“Na nekoliko sati na prvom Hajdukovom igralištu, mjestu mnogih pobjeda i slavlja igrača i navijača, mjestu s mnogo simbolike i uspomena, oživljava prava navijačka atmosfera i uz bučno navijanje i kompletan dekor s Poljuda navijači prate utakmicu na video-zidu! Utakmica, najveći hrvatski derbi, igrala se pred sablasno praznim Sjeverom na čijoj se ogradi našla samo jedna poruka na latinskom: Nec sine te nec tecum vivere possum – Ne mogu živjeti bez tebe ni s tobom.” (Ulomak iz knjige Naš Hajduk)
Ova utakmica i prosvjed navijača bili su dokaz da Torcida ima podršku velikog broja navijača što će uskoro dovesti do usvajanja Kodeksa i nužnih promjena u upravljanju Hajdukom. Usvajanje Kodeksa upravljanja Hajdukom postao je misija navijačima na koju su skretali pozornost velikim transparentom s natpisom “Kodeks” koji je zauzeo cijelu sjevernu tribinu što je u navijačkom svijetu jako važna stvar. Manji transparent s istim natpisom se nosi i na sva gostovanja. Također, širom Splita, Hrvatske, a i šire, navijači su ispisivali riječ “Kodeks” te time vršili pritisak na Upravu Hajduka i na Grad Split kao najvećeg dioničara da na Skupštini dioničara unesu Kodeks upravljanja u Statut kluba. Nakon stotina performansa, pravnih bitki i prosvjeda navijači su se konačno 2010. godine izborili za ono što bi trebalo biti  standard u svakoj javnoj (i privatnoj) tvrtki.  
Velika pobjeda Torcide i uvrštavanje Kodeksa upravljanja u Statut kluba dogodili su se na Glavnoj skupštini HNK Hajduk Split, 31. kolovoza 2010. godine.
Nakon preoblikovanja, Nadzorni odbor i Upravu i dalje imenuju politički predstavnici koji su na vlasti u Gradu Splitu. Poslovanje je i dalje neracionalno te je Hajduk 2011. opet na rubu stečaja jer mu dugovanja iznose 164 milijuna kuna te ima preko 100 otvorenih sudskih sporova. 
Dana 13. veljače 2011. godine uslijedio je jubilarni stoti rođendan Hajduka koji je obilježen “vatrom koja se vidjela do svemira”.
U klubu se u tom trenutku zatekao i tadašnji gradonačelnik koji uviđa koliko su ljudi bijesni i razočarani onim što on i njegovi ljudi rade od Hajduka. Predstavnici navijača su pozvani u klub na razgovor, a iz prostorija Hajduka izlaze s neočekivanom ponudom gradonačelnika - da imenuju Nadzorni odbor. Navijači na to ne pristaju te predlažu da se raspiše javni natječaj odnosno izbori za Nadzorni odbor na kojima će članovi kluba birati 7 od 9 nadzornika Hajduka, a Grad Split kao najveći dioničar će izabrane Nadzornike potvrditi na Skupštini dioničara. Nakon niza sastanaka s predstavnicima Grada Splita na kojima im radna skupina Torcide prezentira projekt Naš Hajduk, održana je tematska sjednica Gradskog vijeća (15. srpnja 2011). i svih osamnaest prisutnih vijećnika glasalo je ZA projekt Naš Hajduk.
Osnivačka skupština Našeg Hajduka održana je 19. srpnja 2011. godine. 
```
Naš Hajduk osnovala je Torcida i njeni članovi s ciljem organizacije demokratskih izbora za Nadzorni odbor Hajduka, stjecanja dionica Hajduka do većinskog paketa 50 % + 1 dionica po uzoru na bundesligaške klubove i okupljanja članova Hajduka. 
```

Naš Hajduk objavio je 2020. godine istoimenu knjigu o detaljima navijačke borbe za klub od 2004. do 2016. godine. Također, snimljen je i istoimeni dokumentarni film koji je premijerno prikazan u lipnju 2020. godine.  Film i posebno knjiga donose brojne detalje i anegdote te opširno opisuju izazove s kojima su se navijači susretali i događaje koji su obilježili navijačku borbu za bolji klub.
”Od pokreta koji kreće s tribina kroz bojkote i prosvjede, performanse i izraze otpora mraku i sili što se od devedesetih nadvijaju ne samo nad Hajdukom nego i nad hrvatski nogometom (...), Naš Hajduk i Torcida postaju pokret čiji članovi barataju pravom, ekonomijom, razumiju zakone, čitaju političke poteze i, što je najvažnije, na svojoj koži i koži svoga kluba konstantno osjećaju moć mašinerije nasuprot kojoj staju”, ulomak iz knjige “Naš Hajduk”, koji opisuje navijački angažman za opstanak Hajduka kao “članskog kluba”, te za poštene i transparentne odnose u hrvatskom nogometu.

## Izbori za Nadzorni odbor HNK Hajduk Split 2011. – 2022.

### Izbori za Nadzorni odbor 2011. godine
Projekt Našeg Hajduka se temelji na ideji da navijači izabiru članove Nadzornog odbora poput ostalih članskih klubova u Europi i svijetu. Članovi kluba su ti kojima je najviše stalo do prosperiteta kluba, kako u sportskom tako i financijskom smislu.
Nadzorni odbor Hajduka sukladno Statutu Hajduka 2011. godine imao je 9 članova.
Sedam članova Nadzornog odbora birali su članovi kluba preko demokratskih izbora u organizaciji Našeg Hajduka, a preostala dva člana Nadzornog odbora predlagali su ostali dioničari sukladno tadašnjem Statutu kluba. 
Prvi demokratski izbori u HNK Hajduk Split održani su 5. studenoga 2011. godine. Klub je u tom trenutku brojao 8307 članova od kojih je 7579 imalo pravo glasa na Izborima. Članovima je bilo omogućeno glasanje na Poljudu ili dopisno putem pošte. Glasanju se odazvalo 3704 člana (49 %).
U razdoblju pred same izbore najveći izazov bilo je motiviranje kandidata na prijavu za izbore, ali ipak se na kraju na izbore prijavilo 50-ak kandidata od čega je njih 37 zadovoljilo uvjete natječaja. Članovi su s 3378 važećih listića odabrali nove članove Nadzornog odbora Hajduka. 
Proces izbora nadgledali su i predstavnici Grada Splita kao najvećeg dioničara te su po njihovim tvrdnjama izbori bili izvrsno organizirani. Nakon Izbora, nove nadzornike Grad Split je na sjednici Gradskog vijeća prihvatio, a potom ih je na Skupštini dioničara održanoj 22. studenoga 2011. godine Grad Split i potvrdio.
Nakon završetka prvih demokratskih izbora, gotovo sljedećeg dana, krenuli su izazovi i propitivanja trebaju li se i izbori za četiri godine održati po istom principu, demokratski i putem javnog natječaja. 
U ovim godinama projekt demokratskih izbora za HNK Hajduk Split ovisio je o odluci Gradskog vijeća Grada Splita. Uskoro se i promijenila vlast u Splitu te je neizvjesnost oko novih izbora postajala sve veća. Nakon pravne rasprave u Gradskom vijeću i van njega vijećnici ipak pristaju 25. studenoga 2014. godine dati pravo za provedbu izbora na još četiri godine.
Ovi događaji motivirali su navijače da što skorije krenu u otkup dionica Hajduka i tako spriječe ovisnost demokratskih izbora za Nadzorni odbor o političkoj volji gradskih vijećnika.

### Izbori za Nadzorni odbor 2015. godine
Drugi demokratski izbori u HNK Hajduk Split održani su 4. srpnja 2015. godine. Nadzorni odbor Hajduka je i tada kao i 2011. godine još uvijek brojao devet članova od kojih se sedam biralo putem demokratskih izbora, dok su preostala dva predlagali ostali dioničari sukladno tadašnjem Statutu kluba.
Klub je u datumu krajnjeg roka za sudjelovanje (22. svibnja 2015.) brojao 9872 člana od kojih je 7429 imalo pravo glasa, glasovanju je pristupilo njih 3198, a važećih listića je bilo 2963. Na izbore su se ovaj put prijavila 22 kandidata po strožim kriterijima za ispunjavanje uvjeta natječaja od prethodnih izbora 2011. godine.
Članovima je omogućeno glasanje na Poljudu ili dopisno putem pošte, a novost je bilo automatsko brojanje glasova na skeniranim listićima pa je i vrijeme do objave konačnih rezultata bilo znatno skraćeno u odnosu na prve izbore. Na Glavnoj skupštini kluba održanoj 18. srpnja 2015. godine, Grad Split kao najveći dioničar je potvrdio nove nadzornike.
Iduće godine je Naš Hajduk proveo u razradi zaštite modela. Ovaj put želi se konačno maknuti politiku na stranu i osigurati da demokratski izbori ne mogu doći u pitanje političkom odlukom.  
Prvi cilj je u Statut kluba uvrstiti stavku po kojoj udruga s najvećim brojem članova Hajduka ima pravo provedbe demokratskih izbora za cijeli Nadzorni odbor, a drugi cilj je stjecanje dionica kluba kako bi to pravo uspješno štitili na skupštinama. Jedno i drugo je uspješno ostvareno. 
Odlukom Gradskog vijeća iz 2017. godine i uvrštavanjem “članske” odredbe u Statut Hajduka sve su političke opcije i formalno prepustile članovima Hajduka izbor članova Nadzornog odbora.
Na Glavnoj skupštini kluba 6. svibnja 2017. godine tzv. socios ili članski model odnosno model demokratskog u kojem biranja članova Nadzornog odbora biraju članovi Hajduka, odlukom Gradskog vijeća Grada Splita te izglasavanjem od Grada Splita, Našeg Hajduka i ostalih dioničara, postaje dio Statuta HNK Hajduk Split u njegovom članku 28. stavku 3. koji glasi:
"Članovi Nadzornog odbora moraju biti izabrani među kandidatima koji su sudjelovali na demokratskim izborima za Nadzorni odbor Društva koje provodi udruga navijača Društva među svojim članovima, a koja ima ukupno najveći broj članova u posljednjih pet godina i minimalnu godišnju članarinu od 50 (pedeset) kuna. Demokratski izbori za sastav Nadzornog odbora Društva moraju biti provedeni najkasnije u četvrtoj kalendarskoj godini od provedenih prethodnih izbora."
Nešto ranije, 2016. godine navijači kupuju 24,53 % dionica HNK Hajduk Split od tvrtke Tommy d.o.o. čime se u praksi onemogućuju daljnje izmjene Statuta bez pristanka Našeg Hajduka.
U ta dva koraka zajamčeni su demokratski izbori za Nadzorni odbor HNK Hajduk Split za sve buduće generacije navijača Hajduka.
U skladu s time izbori 2018. godine, kao i svaki sljedeći u budućnosti, provodit će se u skladu s odredbom Statuta Hajduka koja Našem Hajduku kao udruzi s najvećim brojem članova Hajduka u zadnjih pet godina jamči pravo provođenja izbora za Nadzorni odbor. 

### Izbori za Nadzorni odbor 2018. godine
Treći demokratski izbori u HNK Hajduk Split održani su 2018. godine, a novost je uvođenje dva kruga glasanja i to: prvi krug 24. studenoga 2018. i drugi krug 15. prosinca 2018. Hajduk je u tom trenutku brojao 36 967 članova od kojih je 25 048 imalo pravo glasa na izborima. Članovima je omogućeno glasanje fizički na Poljudu ili elektroničkim putem. To su prvi izbori održani elektroničkim putem na taj način i na toj razini u Hrvatskoj. 
Na izbore se ovaj put prijavilo 29 kandidata, a 4765 članova je s 8281 glasom odabralo članove Nadzornog odbora. Nadzorni odbor Hajduka je 2018. godine imao sedam članova po odluci Glavne Skupštine i svih sedam se sukladno Statutu biralo putem demokratskih izbora u organizaciji Našeg Hajduka. 
Nakon provedenih Izbora na Glavnoj Skupštini održanoj 20. prosinca 2018. godine Grad Split i Naš Hajduk kao dva najveća dioničara su potvrdili izabrane članove Nadzornog odbora Hajduka.

### Izbori za Nadzorni odbor 2022. godine
Četvrti demokratski izbori u HNK Hajduk održani su 15. srpnja 2022. godine, ovaj put u samo jednom krugu glasanja. Članovima je omogućeno glasanje fizički na Poljudu ili elektroničkim putem. Registriranih članova na izborima bilo je 5951 od kojih je 4781 iskoristilo svoje člansko pravo te izabralo nove članove Nadzornog odbora. Odlukom Glavne skupštine dioničara iz 2021. godine Nadzorni odbor broji pet članova. 
Novi Nadzorni odbor Hajduka krenuo je s radom 1. rujna 2022. godine te ima mandat na četiri godine.

### Izbori za Nadzorni odbor 2025.
Peti demokratski izbori u HNK Hajduk će se održati 30. lipnja 2025. Kandidirala se jedna lista. Na njoj su Ljubo Pavasović Visković, Josip Babić, Damir Dominiković, Frano Belohradsky i Branimir Britvić.

### Hajdučka zajednica
Od prvih demokratskih izbora za Nadzorni odbor Naš Hajduk kontinuirano je radio na poboljšanju kvalitete procesa izbora, predstavljanja kandidata i načina na koji se izbori provode. Kako bi se na izborima 2022. godine kvaliteta izbora dodatno unaprijedila, a Nadzorni odbor Hajduka činili još kvalitetniji članovi, Naš Hajduk 2020. godine započinje s opsežnom analizom prethodnih izbora, načina na koji izbore provode klubovi ustrojeni po sličnim modelima članske demokracije. U analizama i predlaganju unaprjeđenja sudjeluju razni stručnjaci iz poslovne i akademske zajednice, kao i sami navijači. 
Nakon višemjesečne analize i rada javno je predstavljena Hajdučka zajednica. 
Potvrđena je na dvije skupštine Našeg Hajduka te je na skupštini HNK Hajduk š.d.d. odlukom dioničara 17. travnja 2021. godine postala službeno i dio Statuta HNK Hajduk Split u njegovom članku 15 a.
Članak 15 a: 
"(1) Društvo ima Savjetodavno tijelo koje osniva Glavna skupština radi davanja mišljenja i savjeta koji doprinose interesima Društva te razmjeni iskustava i stručnih znanja, a naročito radi unapređivanja kvalitete izbornog procesa za članove Nadzornog odbora iz članka 28. ovog Statuta.
(2) Tijelo iz st. 1. ovog članka je na raspolaganju svim organima Društva radi davanja stručnih mišljenja, analiza, komentara i savjeta.
(3) Tijelo iz st. 1. ovog članka ima isključivo savjetodavnu funkciju te njegova mišljenja, analize, komentari i savjeti nisu obvezujući za organe Društva.
(4) Pravilnike o ustrojstvu, sastavu, načinu rada i dr Tijela iz st. 1. ovog članka, a naročito u pogledu njegovih nadležnosti u svezi izbornog procesa za članove Nadzornog odbora donosi to Tijelo uz obveznu suglasnost Udruge iz čl. 28. st. 3. ovog Statuta."
Unutar Hajdučke zajednice postoje dvije vrste članova, redovni članovi i počasni članovi.
Redovni članovi su članovi koji imaju mogućnost izlaska na izbore za Nadzorni odbor te da ih klub (Uprava i Nadzorni odbor) kontaktira za pomoć kroz savjetodavnu ulogu Hajdučke zajednice.
Počasni članovi su članovi koji ne izlaze na izbore za Nadzorni odbor i tu su da pomognu redovnim članovima s upoznavanjem relacija oko samog kluba. Počasne članove čine predstavnici dva najveća dioničara Hajduka - Grada Splita i Našeg Hajduka.
Pravilnikom o radu Hajdučke zajednice detaljno je razrađeno ustrojstvo, ovlasti, djelokrug i način rada.  

## Naš je Hajduk!
Kako bi Hajduk bio članski klub, navijači su u nekom trenutku morali postati i njegovi dioničari. Prvi put se takva ideja prezentirala kroz projekt “Dite puka” 2008. godine. Ipak, kroz tu inicijativu nije postignut željeni cilj i tek je manji dio navijača (2,86 %) pojedinačno kupio dionice što nije značajno utjecalo na strukturu dioničara. Osam godina kasnije, 2016. godine, navijači odlučuju postati vlasnici jednog paketa dionica Hajduka kako bi onemogućili opstrukciju demokratskih izbora za Nadzorni odbor. U rujnu 2016. tvrtka Tommy d.o.o. na čelu sa svojim vlasnikom nudi navijačima na prodaju 24,53 % dionica kluba za 35 milijuna kuna s rokom otplate od 10 godina, odnosno navijači bi trebali plaćati 3,5 milijuna kuna godišnje do 2026. godine. 
Naš Hajduk je tu ponudu prihvatio, ali uz dva bitna uvjeta. Za otkup dionica od tvrtke Tommy d.o.o. ne koriste se sredstva od članarina nego navijači prikupljaju dodatna, skroz nova sredstva u vidu donacija kako bi otplatili dionice. Naš Hajduk po uputi tvrtke Tommy d.o.o. novac uplaćuje izravno na račun Hajduka u ime sponzorstva tvrtke Tommy d.o.o.
Nedugo zatim, 16. listopada 2016. godine, održano je svečano potpisivanje kupoprodajnog ugovora na Pjaci kojem su prisustvovale sve generacije navijača i gledale kako se snovi za koje su se godinama borili konačno ostvaruju. 
Navijači znaju kako je u projekt važno ući na pravi način i organiziraju akciju “Ili jesmo ili nismo”, u sklopu koje, kao dio cijelog projekta stjecanja dionica “Za sva vrimena”, navijači od kluba otkupljuju pravo dizajna trećeg dresa kluba i na njega odlučuju, onima koji doniraju 1 911 kuna ili više, zahvaliti njihovim imenom koje će krasiti novi treći dres kluba. U samo četrdesetak dana, koliko je akcija trajala, navijači su prikupili 4,3 milijuna kuna i tako najavili buduće uspjehe projekta otkupa dionica. Nakon uspjeha sprint akcije navijači znaju da je pred njima maraton i 13. lipnja 2017. godine javno predstavljaju drugu fazu projekta otkupa u kojoj navijači sudjeluju s mjesečnim donacijama. Pretpremijera projekta održana je na FESB-u kada su gotovo svi prisutni u dvorani postali donatori, a 17. lipnja 2017. na velikoj fešti na Rivi su se i brojni drugi pridružili projektu. Svi oni koji su potpisali trajni nalog za donaciju u iznosu od 91 kune mjesečno ili više kao zahvalu su dobili knjigu “Bili dres u boji” u kojoj je prikazana kronologija svih Hajdukovih dresova kroz povijest.
Usporedno s tom akcijom Naš Hajduk je pripremao projekt navijačkog parka ”Za sva vrimena” koji će ostati kao trajni spomenik navijačkoj ljubavi na Poljudu.
Park je građen u narednih nekoliko godina, a donatori su i dalje pristizali. Radovi na samom Parku dovršeni su početkom 2020. godine, ali je Naš Hajduk s obzirom na pandemiju koronavirusa i epidemiološke mjere koje su ograničavale okupljanje većeg broja ljudi odlučio da njegovo otvaranje može biti jedino takvo da ono bude veliki događaj za sve navijače Hajduka i ne smije biti ograničeno za malen broj uzvanika jer ipak je riječ o Parku svih navijača Hajduka. Sljedeće godine, 22. srpnja 2021., svečano je otvoren park “Za sva vrimena” u kojem su brojni navijači već tada imali svoja imena. 
Park se sastoji od sedamnaest bijelih betonskih elemenata visine blizu četiri metra, koji samo iz jedne točke gledanja čine natpis “Hajduk”. Na elementima se nalaze pločice s imenima donatora koji su donirali 7500 kuna ili više za otkup dionica. Do sredine 2022. godine prikupljeno je više od 20 milijuna kuna navijačkih donacija za otkup dionica od tvrtke Tommy d.o.o. te je za otplatu preostalo još oko 15 milijuna kuna. Sredstva prikupljena u projektu “Za sva vrimena” koriste se i za kupnju drugih paketa dionica. 
Naš Hajduk ima statutarni cilj stjecati dionice HNK Hajduk Split. U skladu s time, kad se pojavila prilika za kupnju dionica tvrtke Konstruktor inženjering d.d. u stečaju, na javnoj dražbi dana 6. svibnja 2021. navijači su u kratkom roku prikupili 455 026,39 kuna te kupili dodatnih 10 000 dionica odnosno 1,86 % temeljnog kapitala Hajduka. Tom kupovinom navijači su stekli kontrolni paket od 25 % + 1 dionicu odnosno 26,39 % dionica te time ostvarili težnju staru gotovo petnaest godina. Kontrolni paket jamči zaštitu grba, boje dresa, Statuta te Kodeks upravljanja i demokratske izbore za Nadzorni odbor kluba.
Nedugo potom, 2. prosinca 2021. Našem Hajduku tvrtka Studenac d.o.o. odlučila je kao podršku razvoju lokalne zajednice i podrške Hajduku kao klubu svojih članova donirati dodatnih 10 000 dionica, odnosno 1,86 % dionica čime je udio Našeg Hajduka u temeljnom kapitalu porastao na 28,26 %.
Niti šest mjeseci kasnije Naš Hajduk je dodatno povećao broj svojih dionica u Hajduku. Nakon što je još u listopadu 2021. godine predana ponuda za kupnju dionica tvrtke Kerum d.o.o u stečaju u vrijednosti 455 028,25 kuna, ta je ponuda i prihvaćena 11. travnja 2022. godine na Skupštini vjerovnika koja je održana na Trgovačkom sudu u Splitu. Tom kupnjom 10 000 dodatnih dionica, odnosno 1,86 % dionica Hajduka, Naš Hajduk je 2022. godine stigao do ukupno 30,12 % temeljnog kapitala Hajduka.

## Hajduk - klub članova!
Hajduk je od samog osnivanja članski klub o čemu svjedoče dokumenti još iz 1911. godine kada je Hajduk osnovan. Tradicija članstva duga je kao i povijest Hajduka i neodvojiva je od njegovog identiteta. Ta se tradicija prenosi iz generacije u generaciju po cijeloj Hrvatskoj i svijetu, a u tome su značajnu ulogu imala i povjereništva te društva prijatelja Hajduka.
Prva društva prijatelja Hajduka osnovana su 1949. godine u Tivtu i Zagrebu. Broj članova je varirao u godinama i o tome ne postoje sasvim precizni  zapisi, a često se isticao rekord od 53 tisuće članova kluba iz 1985. godine koji je oboren 2022. godine.
Desetljećima je članstvo predstavljalo žilu kucavicu Hajduka i njegovu snagu i podršku u brojnim akcijama i značajnim projektima. 
Krajem 20. stoljeća ta tradicija zamire i gubi na značaju i kroz 90-e godine službeni Hajduk ne radi aktivno na članstvu. 
Hajduk je 2008. godine sukladno Zakonu o sportu preoblikovan iz udruge za natjecanje u športsko dioničko društvo. Ova promjena dovela je i do problema u reguliranju dugogodišnje tradicije članstva u Hajduku. Članom Kluba do trenutka preoblikovanja, na isti način kao i kod svake druge udruge, mogla je biti svaka fizička ili pravna osoba sukladno Zakonu o udrugama i Statutu kluba. Međutim, preoblikovanjem u š.d.d. članovi u pravnom smislu riječi su dioničari športskog dioničkog društva, sve sukladno Zakonu o trgovačkim društvima. Baš zbog navedene pravne razlike između udruge i dioničkog društva, bilo je potrebno pronaći rješenje za reguliranje statusa članova u navijačkom smislu riječi, kako bi navijači odnosno članovi i dalje mogli iskazivati svoju pripadnost klubu unatoč promjeni njegovog pravnog oblika.
Budući da je nastala praznina u reguliranju statusa članova te nije uređen odnos između kluba i društava prijatelja Hajduka stoljetna tradicija članstva se zanemaruje.
U 2011. godini, godini u kojoj se slavio stoti rođendan Hajduka, navijači predvođeni Torcidom ponovno oživljavaju tradiciju članstva. Zahvaljujući inicijativi Torcide kroz projekt Naš Hajduk, kojim se članovi okupljaju u udrugu, pregovara se o načinu reguliranja statusa članova.  
Članovi Našeg Hajduka odlukom Gradskog vijeća Grada Splita tada su bili u prilici na izborima birati sedam članova Nadzornog odbora Hajduka. Pod geslom ''Učlani se i odlučuj!'' na kraju godine upisano je ukupno 9788 članova.
Na inicijativu Našeg Hajduka konačno je 2012. godine Hajduk članstvo regulirao svojim Statutom.
S obzirom na to da je Hajduk po svom obliku športsko dioničko društvo bilo je potrebno odredbom Statuta definirati ono što nazivamo članstvom i priznati status članova.
Članak 6. stavak 3. Statuta Hajduka definira članstvo kako slijedi: "(3) Društvo priznaje status člana kluba HNK Hajduk svim članovima navijačkih udruga HNK Hajduk s kojima Društvo zaključi ugovor o suradnji."
Dakle, statut HNK Hajduk Split definira da su članovi Hajduka svi oni koji su članovi Našeg Hajduka i članovi društava prijatelja Hajduka diljem Hrvatske, Europe i svijeta s kojima klub ima potpisan Ugovor o suradnji.
Novac tako prikupljen od članarina uplaćuje se na Hajdukov račun i Hajduk njime slobodno raspolaže kako želi.
U 2016. godini Naš Hajduk pokreće projekt otkupa dionica Hajduka. 
Dokapitalizacija su navijači odabrali kao prvi način za stjecanje dionica jer njome sva prikupljena sredstva ostaju Hajduku za razliku od kupovine dionica kada novac odlazi prodavatelju.
Naš Hajduk od početka 2016. godine mijenja način knjiženja članarina iz svoje baze, iz donacije u investiciju, kako bi na taj način s vremenom došao do dionica. I dalje se sve članarine uplaćuju isključivo na račun Hajduka, Hajduk koristi novac kako želi, a uplaćena sredstva nakon odbijanja troškova vođenja članstva se knjigovodstveno vode kao pozajmica navijača klubu koja predstavlja njihovo ulaganje. Taj novac, kako je regulirano i ugovorom, navijači neće tražiti natrag niti će ga Hajduk nekome dugovati, već će se u trenutku dokapitalizacije za njega izdati nove dionice koje će biti vlasništvo članova Našeg Hajduka. 
Tijekom priprema za ovaj korak provodi se cijeli niz pripremnih aktivnosti. Članstvo se anketira i provjerava motivacija za sudjelovanjem u prikupljanju dionica te se odvija niz radionica s ekonomskim i pravnim stručnjacima kako bi se pronašao optimalan model za Hajduk i navijače te se on potom definira i ugovorima.
Hajduk je uvidio mnoge dobrobiti u vidu bolje brige o članstvu te je prihvatio prijedlog Našeg Hajduka i potpisao Ugovor o suradnji. Ugovor je prezentiran i na skupštini Našeg Hajduka 27. prosinca 2015. godine te je izglasano kako započinje ovakav način stjecanja novih dionica preko dokapitalizacije kada se ona dogodi. Kako bi iskoristio veliki broj volontera spremnih raditi na rastu članstva, a ujedno i smanjiti troškove vođenja članstva, Naš Hajduk nastavlja voditi brigu o članovima kroz Odjel za članstvo Hajduka od svibnja 2016. godine.
Torcida, Naš Hajduk i društva prijatelja organiziraju gotovo svakodnevno akcije učlanjivanja i informativne tribine, a euforija članstva zahvaća ne samo Hrvatsku, nego i svijet, a sa svih kontinenta pristižu fotografije članskih iskaznica uz poruke „Budi član“ i „Navijač Hajduka = Član Hajduka“. 
Splitski Peristil je 8. siječnja 2016. osvanuo prekriven velikom članskom iskaznicom uz poruku „član=vlasnik”.
U tom se razdoblju osnivaju nova društva prijatelja te revitaliziraju neka stara, a volonteri diljem svijeta prepoznaju priliku da na taj način, u svojim mjestima, doprinesu Hajduku. Odnosi Hajduka, Našeg Hajduka i društava prijatelja Hajduka definiraju se ugovorima čime se želi definitivno uvesti reda i spriječiti da bilo tko koristi ime, kako kluba tako i društava prijatelja za osobnu korist. 
Sve to rezultira izvanrednim brojkama, pa se 2016. godina završava s dotadašnjim rekordom od 43 372 člana. 
Naš Hajduk nastavlja voditi brigu o članstvu i u narednim godinama održavaju se visoke brojke članstva te Hajduk u 2017. godini broji 37 179, u 2018. 37 476 te u 2019. 31 324 člana. Blagi pad dolazi tek s pojavom pandemije koronavirusa, ali članstvo i dalje ostaje blizu brojke od 30 tisuća članova (2020. godina 29 726 i 2021. godina 33 485) što je sjajan rezultat s obzirom na izostanak iznimno važnih terenskih aktivnosti.
Ipak, ono što se dogodilo u 2022. godini srušilo je sve rekorde iz povijesnih knjiga te je Hajduk do rođendana kluba (13. veljače) srušio rekord iz 2016. godine, do 1. ožujka i onaj iz 1985. godine od 53 tisuće članova, a već u svibnju Hajduk ima više od 73 tisuće aktivnih članova s plaćenom članarinom za 2022. godinu. 
Također, po prvi put u povijesti kluba stadion je rasprodan samo pretplatnicima i članovima na utakmici protiv Dinama 12. ožujka 2022. čime je Hajduk još jednom pokazao da je klub svojih članova.  
Članstvo u Hajduku moguće je ostvariti preko neke od baza članstva, odnosno preko udruga s kojima Hajduk ima potpisane ugovore o suradnji, sve sukladno Statutu kluba. Trenutačno djeluje 65 društava prijatelja Hajduka od kojih 62 podržavaju otkup dionica Hajduka, imaju potpisane ugovore s Našim Hajdukom te čine gotovo 99 % ukupnog članstva Hajduka, dok preostala tri imaju malo više od 1 % ukupnog članstva Hajduka.
Od 2011. do 2022. su članovi zahvaljujući samo članarinama na račun Hajduka uplatili više od 26 milijuna kuna.  

## Izdvojeni događaji
Nastojanja za bolji, pošteniji i uspješniji Hajduk navijače je često dovodila do situacija u kojima su se morali suprostavljati i sumnjivim ulagačima i političarima, kako lokalnim, tako i državnim. 
Prvi takav događaj koji je omogućio Hajduku da uopće dobije šansu da stane na noge je prosvjed navijača ispred Banovine 2012. godine.
Prvi prosvjed održan je 12. listopada 2012. godine nakon što je Grad Split odbio dati jamstvo Hajduku za kredit koji je u tom trenutku značio opstanak. Ispred Banovine su se okupili navijači i odluka je odgođena za sljedeći tjedan. Uoči nove sjednice Gradskog vijeća ispred Banovine se okupilo još više navijača, a Grad Split ipak je pristao jamčiti Hajduku za kredit i tako je klub spašen od stečaja do kojeg su ga drugi put dovele politički postavljane uprave i nadzorni odbori. Hajduk je u nerednim godinama vratio sredstva koja su mu kreditom odobrena, a za koja je trebao jamstvo grada. 
```
U narednom razdoblju u medijima se pojavio niz upitnih ulagača. Njihova obećanja u pravilu su se pokazala potpuno ispraznima. Sve ovo je stvaralo veliki pritisak na još uvijek mladu ideju članskog kluba.
```

Najveći pritisak nesumnjivo je bio pokušaj američkih investitora i njihovih neimenovanih partnera da kupe klub. Nakon odvojenih razgovora potencijalnih investitora s Našim Hajdukom i Torcidom, dodatnih informacija i konkretnih brojki nije bilo. Nedugo potom i Grad Split odustaje od njihove ponude što će se pokazati ispravnom odlukom kada se uzmu u obzir budući neuspjesi navedene grupe investitora.
Uz probleme u samom klubu paralelno se vode borbe za pošteni hrvatski nogomet i borbe za slobodu navijača koji su iz godine u godinu pod sve većom represijom policije. Kap koja je prelila čašu je potpuno zakonski neutemeljena zabrana ulaska na stadion dijelu navijača Hajduka na utakmicu s Dinamom na Maksimiru 22. studenoga 2014. Hajduk kao klub se u tom trenutku solidarizira s navijačima i odbija igrati utakmicu. Nakon neodigranog derbija Hajduk je dočekan u sred noći na Poljudu uz pjesmu i bakljadu, a Torcida pokreće organizaciju prosvjeda na kojem se okupilo preko 30 tisuća ljudi. 
Veliki prosvjed na Rivi dogodio se 29. studenoga 2014. godine i jasno pokazao što navijači misle o radu HNS-a i načinu ponašanja prema navijačima zbog kojih bi se nogomet i trebao igrati.  Kao nastavak borbe dodatno potaknute velikim prosvjedom navijači se organiziraju i potiču izmjene i dopune Zakona o sportu kroz Hrvatski sabor.  
Bio je to povijesni uspjeh za hrvatske standarde da je jedna udruga građana promijenila Zakon u nacionalnom parlamentu. Ključna stavka izmjena je sprječavanje onih koji su se ogriješili o Zakon da sudjeluju i rade u sportu te ispravljanje brojnih drugih anomalija. Nakon lobiranja i javnog pritiska 15. srpnja 2015. godine Hrvatski sabor je usvojio izmjene i dopune Zakona o sportu. Nažalost, Hrvatski nogometni saveza i dalje nastavlja kršiti i zaobilaziti duh Zakona o sportu.

## Vanjske poveznice
- Udruga Naš Hajduk - službene stranice